# Avraham ibn Ezra
Avraham ben Meir ibn Ezra (în ebraică אברהם אבן עזרא), cunoscut în Europa ca Abenezra (n. 1092 sau 1093 Tudela - d. 1167 Palestina?, Rodez sau Calahorra? Roma?) a fost un cărturar, poet de limba ebraică, filozof, filolog, matematician, astronom, astrolog, medic și teolog exeget evreu din Navarra, Spania.
Precursor al criticii Bibliei, l-a influențat pe Spinoza. Era supranumit „Înțeleptul, marele și admirabilul învățat”. Craterul Abenezra pe Lună a fost numit în cinstea sa.

## Viața
Avraham ibn Ezra s-a născut la Tudela, în Navarra, în vremea dominației arabe a emirilor din Zaragoza. A trăit o vreme la Córdoba.
Despre viața lui nu se știu multe detalii.
Se spune că la Granada l-ar fi cunoscut pe poetul Yehuda Halevi al cărui prieten și poate chiar ginere ar fi devenit. După 1109 ei ar fi călătorit împreună prin Spania musulmană (Al-Andalus) și Africa de Nord. Înainte de anul 1140 el a părăsit Spania din cauza persecuțiilor împotriva evreilor de sub stăpânirea Almohazilor, după alte surse din motive personale, dezamăgit fiind de convertirea la Islam a unuia din fiii săi, poetul Ițhak ibn Ezra (Itzhak ibn Ezra) (deși după unele surse această convertire ar fi avut loc abia în 1143 la Bagdad). În ultimele două decenii din viață, a dus un trai de permanentă pribegie, parcurgând Africa de Nord, (inclusiv Egiptul), Palestina, Italia (mai ales la Roma, Lucca, Mantua, Verona) , sudul (Rodez , Narbonne, Beziers ) și nordul Franței (Rouen, Dreux), în 1158 Anglia ( la Londra) si la Oxford și apoi iar în Provence , - la Narbonne în 1161 - până la decesul său în 23 sau 28 ianuarie 1167, nu se știe precis în ce loc, - unii presupun că la Rodez, în Provence sau la granița dintre Navarra și Aragon, la Calahorra, după alții poate la Roma sau în cursul unui pelerinaj în Țara Sfântă. 
Legenda povestește că, într-una din călătorii, a fost capturat de pirați, însă ar fi fost pus în libertate după ce l-ar fi învins pe căpitanul vasului la o întrecere de ghicitori.
În nordul Franței a făcut cunoștință cu vestitul teolog așkenaz Rabenu Tam.

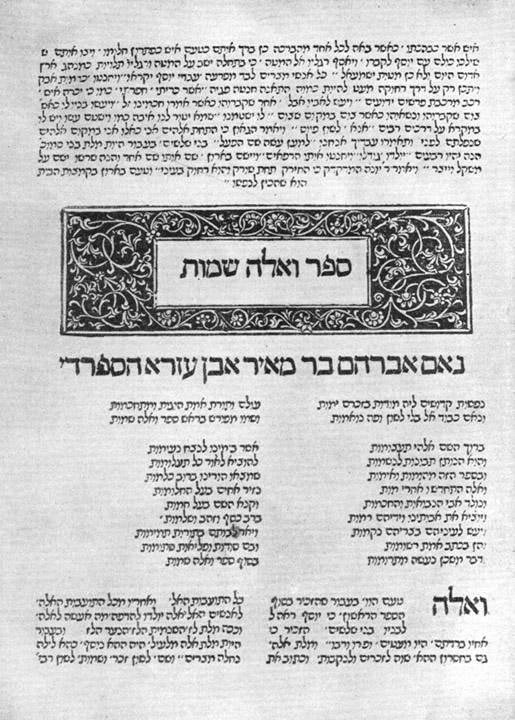
Comentariul lui Avraham ibn Ezra la cartea Exodul, Neapole 1488

## Opere
Avraham Ibn Ezra a desfășurat o bogată activitate literară și științifică: s-a distins încă în Spania ca poet si gânditor, dar majoritatea operelor sale care s-au păstrat, le-a scris în a doua parte a vieții, în cursul peregrinărilor sale prin lume. 
Prin lucrările sale de lingvistică ebraică și comentariile sale la Biblie, a contribuit considerabil la familiarizarea evreilor din Europa creștină medievală cu tezaure de cunoștințe acumulate în domeniul studiilor iudaice în 
limba arabă.
S-a ocupat și de matematică.
Astfel, de la el a rămas un tratat de aritmetică în care a expus sistemul de numerație arab, precum și operațiile fundamentale.
De asemenea, se presupune că este autorul lucrării Cartea despre mărire și micșorare, în care a descris regula celor două false poziții.

## Poezia
A scris poeme (diwan) de inspirație religioasă și laică, folosind varietăți ale genului poetic arab "Muwashshah"